# Reh-Rachendassel

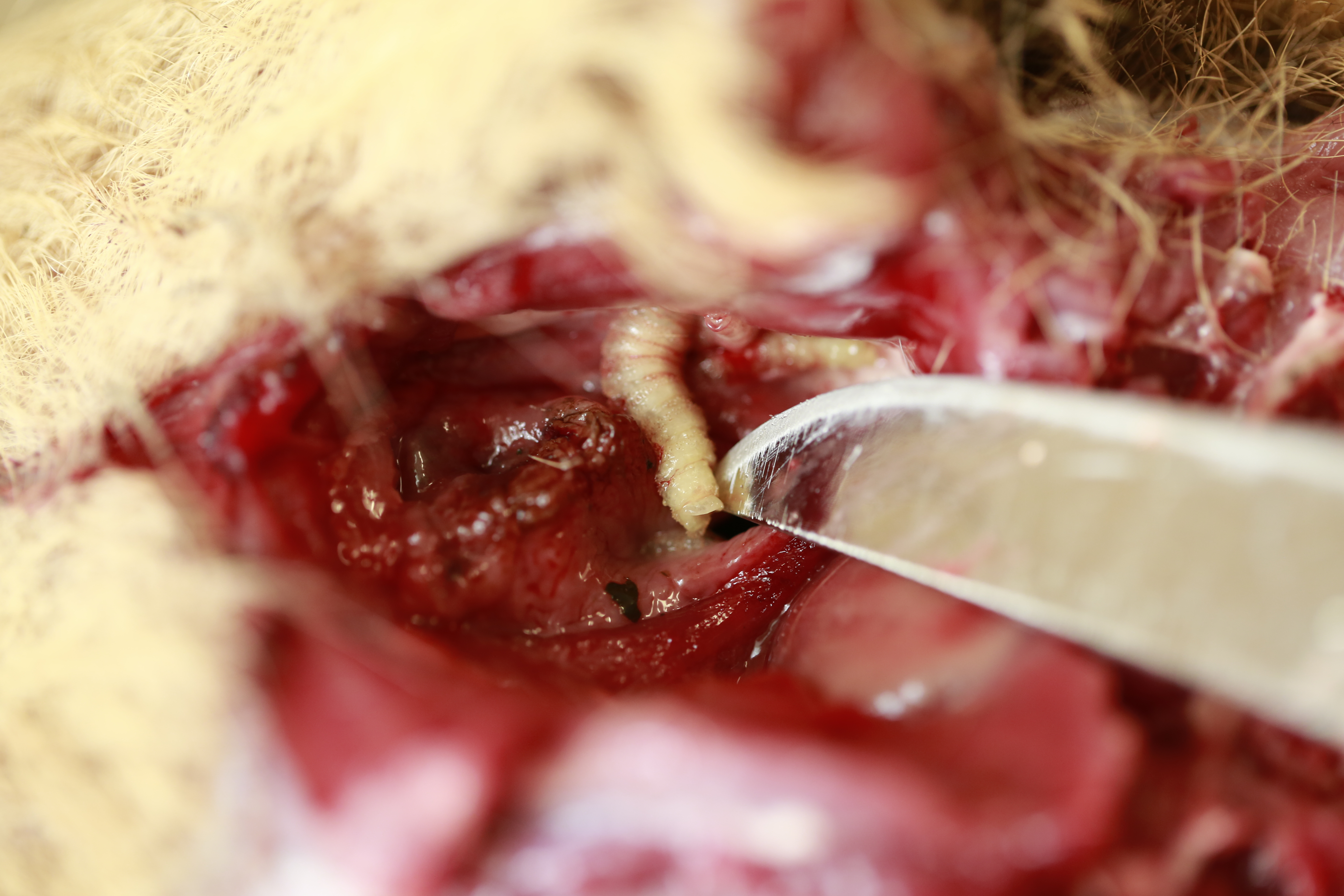
Reh-Rachendassellarven im Schlund des Wirtstieres.

Die Reh-Rachendassel (Cephenemyia stimulator) ist eine Art aus der Familie der Dasselfliegen (Oestridae), aus der Unterfamilie der Rachendasseln (Cephenemyiinae).

## Merkmale
Die Fliegen haben eine Körperlänge von 14 bis 16 Millimetern. Ihr Körper ist gedrungen und dicht behaart, wodurch Ähnlichkeit mit Hummeln besteht. Charakteristisch ist ein auffälliges, schwarzes Querband am Thorax sowie ungefärbte, durchsichtige Flügel. Die Backen sind von den Wangen durch eine konkave, bogenförmige Grube deutlich getrennt. Das fünfte und sechste Tergit am Hinterleib sind ungefähr gleich lang, das letzte Hinterleibssegment ist groß und nahezu kreisförmig. Der Hinterleib trägt auf der Oberseite eine hell-rostfarbene Behaarung.

## Vorkommen und Lebensweise
Die Art kommt in den gemäßigten Breiten von Westeuropa bis Ostasien vor. Sie besiedelt Wälder und ist dort im Sommer an erhöhten Orten, wie auf Bergen oder an Türmen und ähnlichem zu finden. Die Larven entwickeln sich im Hals von Rehen.

## Belege